# Kartoniada

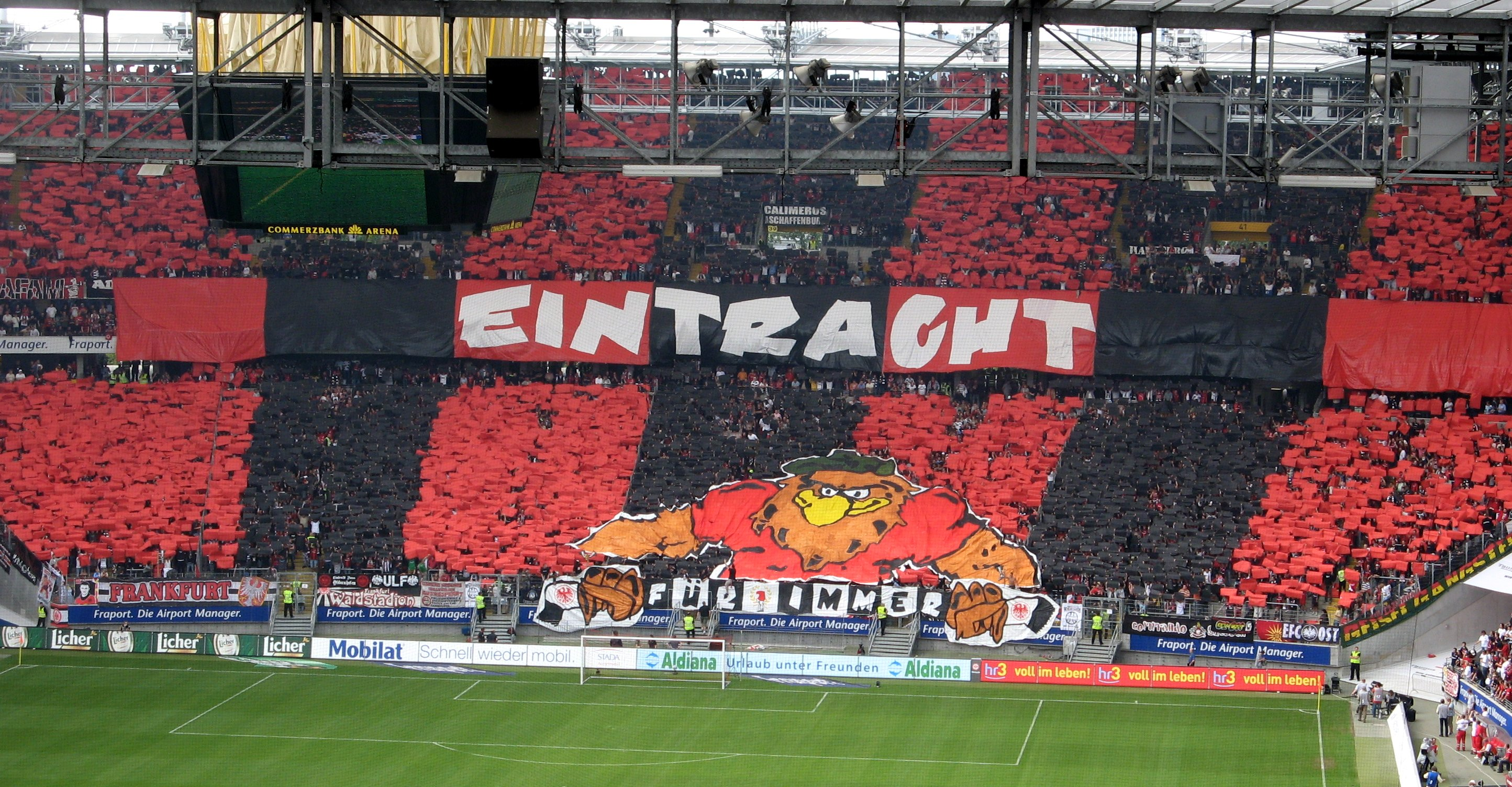
Kartoniada w wykonaniu kibiców Eintrachtu Frankfurt

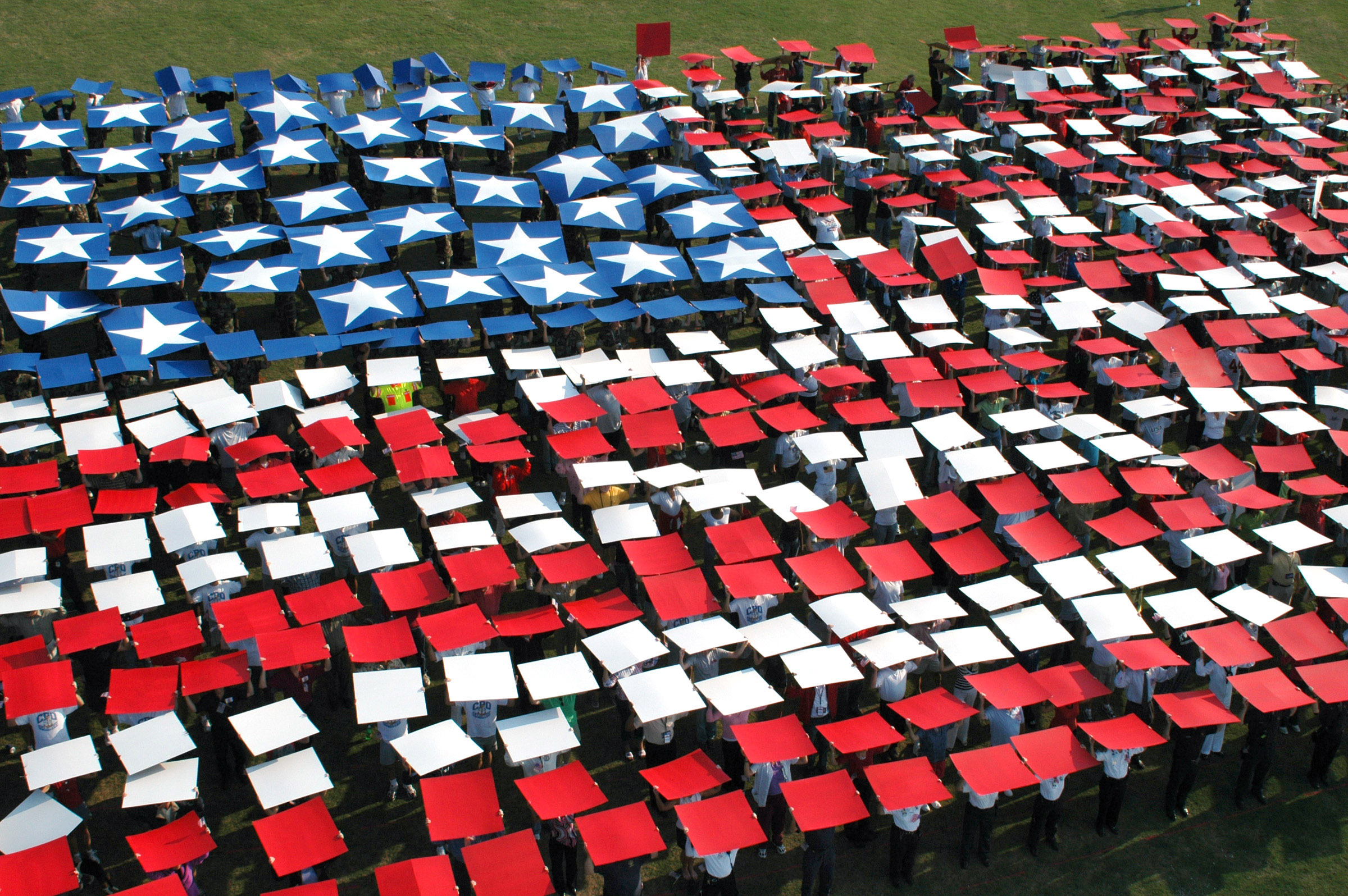
Kartoniada z bliska

Kartoniada – rodzaj dopingu, element oprawy meczu polegający na podnoszeniu przez publiczność kolorowych kartoników, które mają razem uformować jakiś obraz lub napis. 
Kartoniada jest najczęściej spotykana podczas meczów piłki nożnej, a także futbolu amerykańskiego (głównie college football). Mozaiki z kolorowych plansz są również ważnym elementem północnokoreańskiego festiwalu Arirang odbywającego się na Stadionie im. 1 Maja w Pjongjangu.

## Galeria

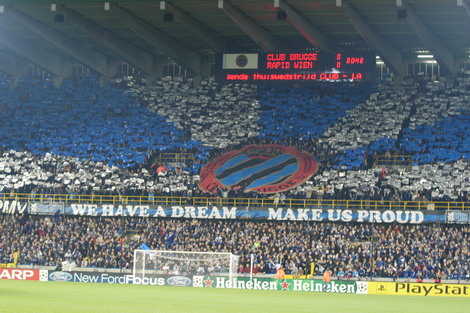
Kartoniada kibiców Club Brugge
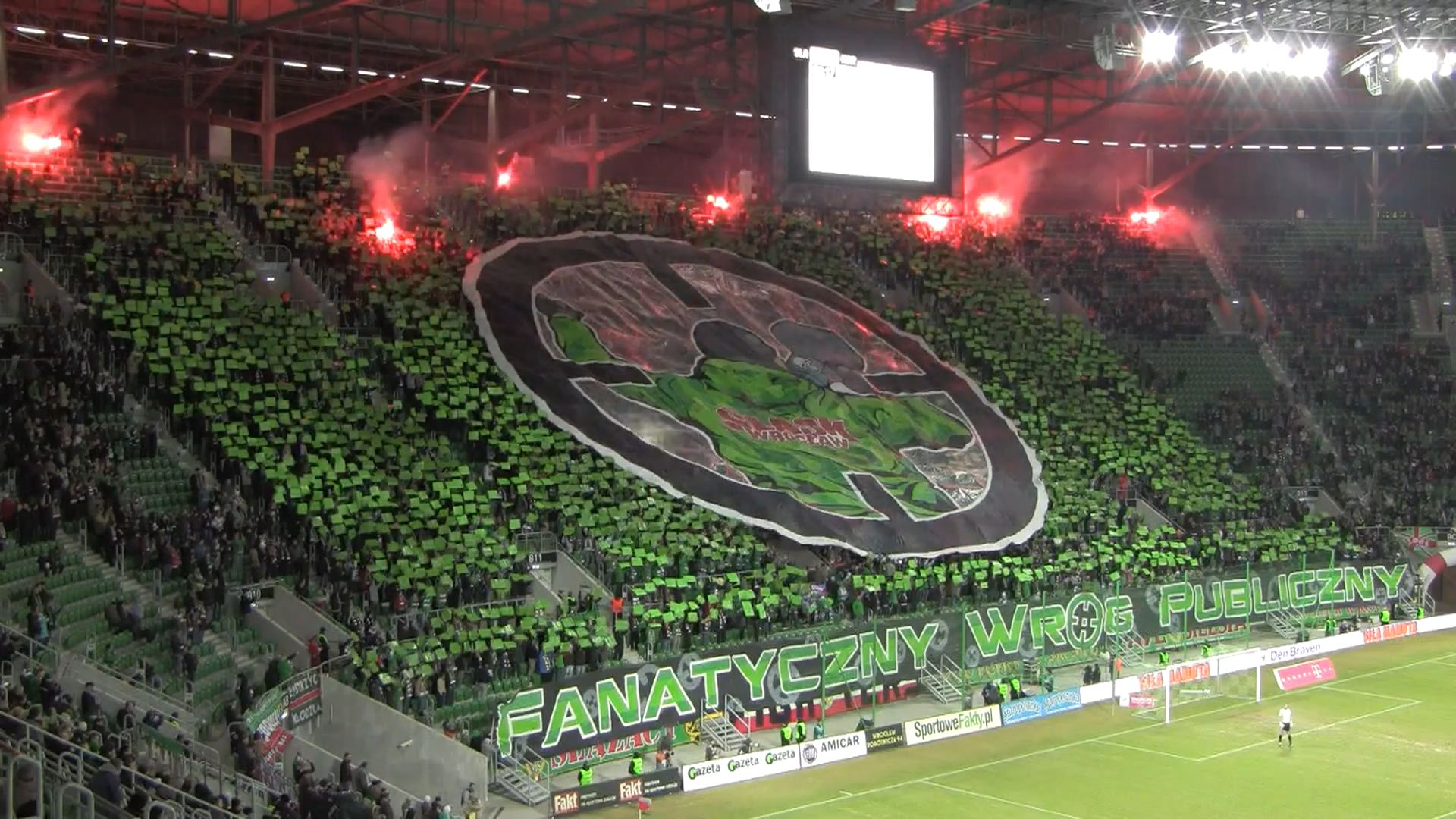
Oprawa meczu Śląska Wrocław z elementami kartoniady
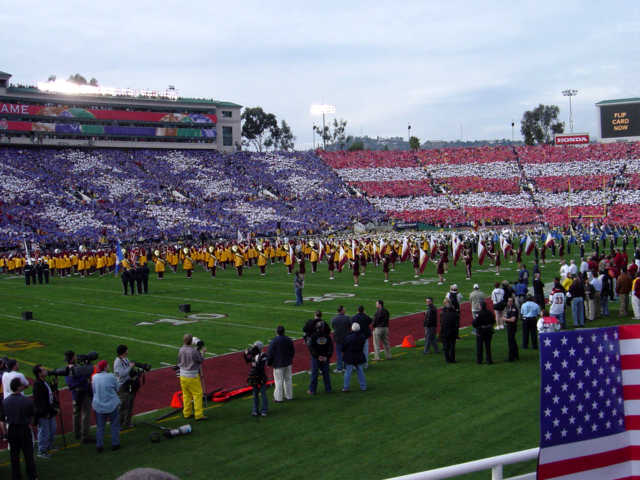
Kartoniada w postaci flagi USA podczas Rose Bowl Game
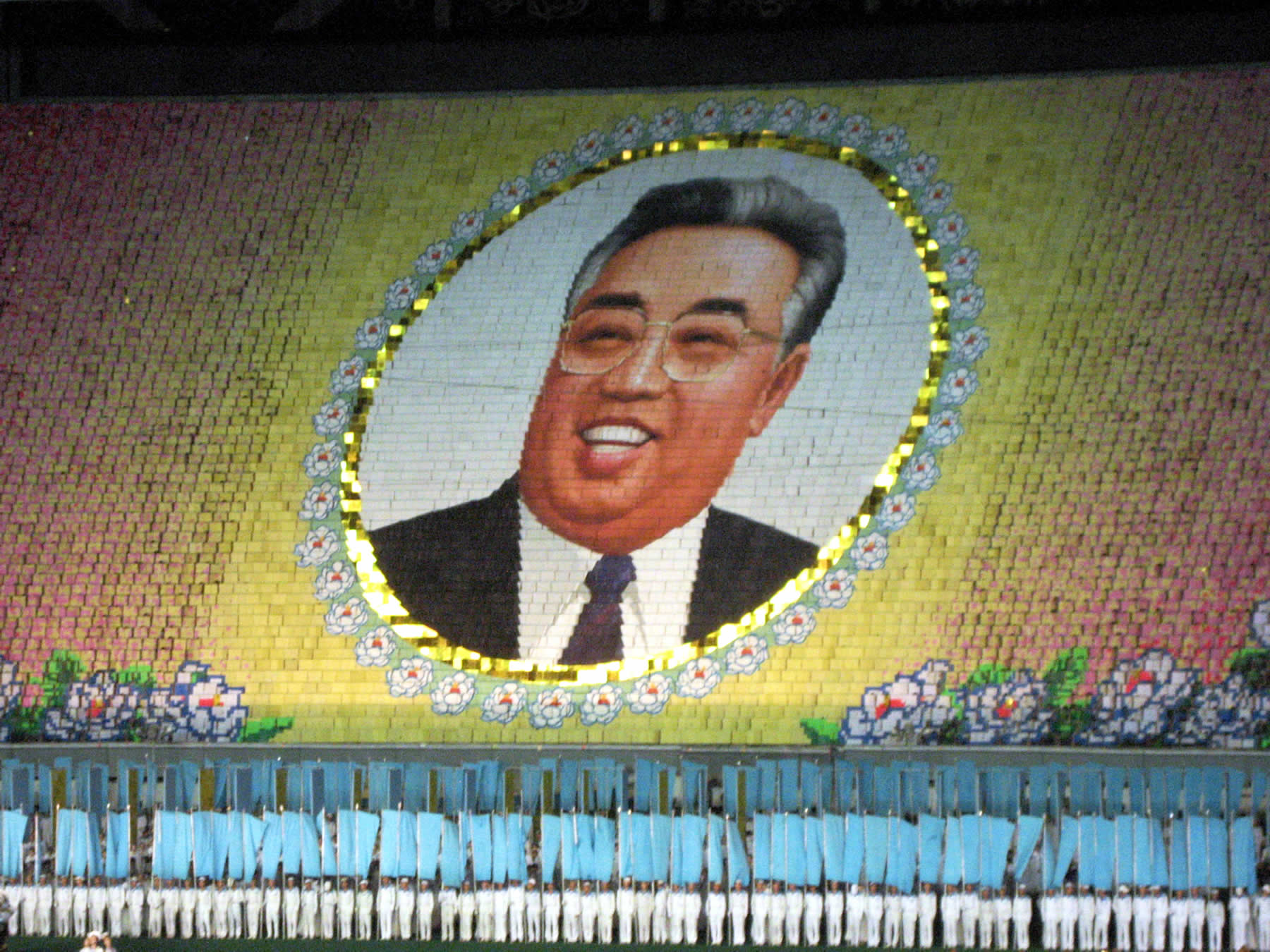
Portret Kim Ir Sena z kolorowych plansz na trybunach stadionu w Pjongjang